# Башуцкие
Башуцкие — старинный дворянский род шляхетского происхождения.
Родоначальником его считается прибывший из Польши Иван Кондратьевич «из Баховских» (пол. Bachowski) в 1709 году и имевший чин хорунжего. Старший сын его, Яков Иванович, был сотенным атаманом (1744).
Сын генерал-адъютанта, сенатора и петербургского коменданта Павла Яковлевича Башуцкого — Александр Павлович Башуцкий — автор «Панорамы С.-Петербурга» (1843) и издатель «Русской Иллюстрации».
Род Башуцких записан в VI часть родословной книги Черниговской губернии.
- Башуцкий, Даниил Яковлевич (1759—1845)
  - Башуцкий, Александр Данилович (1793—1877)
- Башуцкий, Павел Яковлевич (1771—1836)
  - Башуцкий, Александр Павлович (1803—1876)

## Описание герба
В щите, имеющем красное поле, изображён чёрный ворон, стоящий на золотом древесном отрубке, держащий в носу перстень.
Щит увенчан дворянскими шлемом и короной. Нашлемник: три страусовых пера. Намёт на щите красный, подложенный золотом. Герб рода Башуцких внесён в Часть 8 Общего гербовника дворянских родов Всероссийской империи, стр. 131.